# 정선 필 금강전도
정선필 금강전도(鄭敾筆 金剛全圖)는 조선 후기 실경산수화풍을 연 겸재 정선(1676∼1759)이 영조 10년(1734)에 내금강의 모습을 그린 작품이다. 1984년 8월 6일 대한민국의 국보 제217호로 지정되었다.

## 개요
조선 후기 한반도의 아름다운 강산을 실제로 보고 그리는 실경산수화풍을 연 겸재 정선(1676∼1759)이 영조 10년(1734)에 내금강의 모습을 그린 작품이다.
내금강의 실경을 수묵담채로 그렸으며 크기는 가로 94.5cm, 세로 130.8cm이다. 전체적으로 원형구도를 이루고 있고 위에서 아래로 내려다 본 모습이다. 눈덮인 봉우리들은 위에서 아래로 내려긋는 수직준법을 이용하여 거칠고 날카로운 모습으로 표현하였고, 이와 함께 위쪽에는 마의 올을 풀어서 길게 늘어놓은 듯이 그리는 기법인 피마준법으로 표현된 비로봉이 우뚝 솟아 있으며, 화면 중심으로는 만폭동 계곡이 위에서 아래로 가로지르고 있다. 바위로 이루어진 메마른 느낌의 봉우리들과는 대조적으로 왼편에는 무성한 숲을 이룬 부드러운 토산이 놓여 있는데, 이는 붓을 옆으로 눕혀 점을 찍는 방식인 미점준법으로 나타내었다. 화면의 윗부분에는 그림의 제목과 함께 작가의 호, 그림에 대한 감상 등이 적혀 있다.
당시의 산수화는 주로 중국 산수화를 보고 그린 것인데 반해 이 그림은 직접 우리나라의 실경을 보고 그린 것으로 정선이 그린 금강산그림 가운데에서도 가장 크고, 그의 진경산수화풍이 잘 드러난 걸작이라 할 수 있다.

## 같이 보기
- 정선
- 풍악내산총람도

## 참고 자료
- 정선 필 금강전도 - 국가유산청 국가유산포털